# Nacho Guerreros
Ignacio Guerreros García (Calahorra, La Rioja; 5 de diciembre de 1970), conocido como Nacho Guerreros, es un actor español, conocido principalmente por sus personajes en las series de televisión Aquí no hay quien viva (José María) y La que se avecina (Coque).

## Trayectoria
Formó parte de un grupo de teatro en Vitoria antes de establecerse en Madrid a partir de 1991 para estudiar teatro. Antes de ser actor, trabajó con personas discapacitadas, fue camarero y puso en marcha, junto a otros socios, un negocio de decoración cerca de la Plaza Mayor.
Es conocido principalmente por sus actuaciones en televisión, como José María en la última temporada de la serie Aquí no hay quien viva, y después como Coque en la serie La que se avecina. Además, ha actuado en teatro, y en 2005 fue nominado al premio al mejor actor de la Unión de Actores por su papel en Bent, dirigida por Gina Piccirilli.
En 2012 fue nombrado Calagurritano de Honor por el Ayuntamiento de Calahorra.
En 25 de octubre de 2014 comenzó su participación en el programa de debate político Un tiempo nuevo en Telecinco, en el que colabora en la sección Un país a raya.
Nacho es uno de los representantes de la campaña CIRCO SIN ANIMALES, de la asociación por la defensa de los animales AnimaNaturalis. Hasta la fecha se han conseguido más de 124 ciudades declaradas libres de circos con animales gracias a esta campaña.
Yo también sufrí bullying, es el título del libro escrito por Nacho Guerreros junto con la periodista Sara Brun, prologado por el presentador de televisión Jordi Sánchez y publicado por la Editorial Versátil en 2017. Una parte de cada ejemplar vendido del libro se destina a la Fundación ANAR para el mantenimiento de sus líneas de ayuda a niños y adolescentes. La obra muestra todas las caras del acoso escolar a través del relato de las víctimas y sus familias, incluido el testimonio del propio actor, y cuenta con la colaboración de diversos expertos. En la publicación también han colaborado AMACAE (Asociación Madrileña Contra el Acoso Escolar),  KAMIRA (Cooperativa de Iniciativa Social de Navarra) y la asociación Levántate Contra el Bullying.
En 2016, junto al productor Fabián Ojeda, fundó Producciones Rokamboleskas,  con la que ya han realizado las obras de teatro Juguetes Rotos y  Conductas alteradas además del cortometraje Cariño.

## Filmografía

### Producciones
| Año       | Título              | Director       | Medio        |
| --------- | ------------------- | -------------- | ------------ |
| 2016      | Mujer y Filipina    | Luis Barroso   | Cortometraje |
| 2016      | Tauro               | Diana Caro     | Cortometraje |
| 2018      | Conductas alteradas | Natalia Mateo  | Teatro       |
| 2018-2023 | Juguetes rotos      | Carolina Román | Teatro       |
| 2019      | Cariño              | Ángel Gómez    | Cortometraje |

### Televisión

#### Series
| Año           | Título                 | Personaje                 | Cadena                  | Notas        |
| ------------- | ---------------------- | ------------------------- | ----------------------- | ------------ |
| 1999          | A las once en casa     |                           | La 1                    | 1 episodio   |
| 2000-2001     | ¡Ala... Dina!          | Cartero / Mensajero genio | La 1                    | 2 episodios  |
| 2001          | Manos a la obra        |                           | Antena 3                | 1 episodio   |
| 2001          | El secreto             |                           | La 1                    | 2 episodios  |
| 2004          | Hospital Central       | Organizador rally         | Telecinco               | 1 episodio   |
| 2005-2006     | Aquí no hay quien viva | José María                | Antena 3                | 13 episodios |
| 2007-presente | La que se avecina      | Jorge "Coque" Calatrava   | Telecinco / Prime Video | ¿? episodios |
| 2025          | Machos alfa            | Juez                      | Netflix                 | 1 episodio   |

#### Programas
| Año  | Título                           | Función     | Cadena    |
| ---- | -------------------------------- | ----------- | --------- |
| 2014 | Hay una cosa que te quiero decir | Invitado    | Telecinco |
| 2015 | Un tiempo nuevo                  | Colaborador | Cuatro    |
| 2017 | El gran reto musical             | Invitado    | La 1      |
| 2017 | Mi casa es la tuya               | Invitado    | Telecinco |
| 2017 | Hora punta                       | Invitado    | La 1      |
| 2017 | Viva la vida                     | Invitado    | Telecinco |
| 2019 | Volverte a ver                   | Invitado    | Telecinco |
| 2019 | ¡Atención obras!                 | Invitado    | La 2      |
| 2023 | A tu bola                        | Invitado    | Telecinco |

### Teatro
| Año         | Título                          | Autor             | Director        |
| ----------- | ------------------------------- | ----------------- | --------------- |
| 1998 - 2001 | Cafe Teatro                     | Varios Autores    | Gina Piccirilli |
| 1999        | Don Gil de las calzas verdes    | Tirso de Molina   | David Bello     |
| 2001        | Jesús de Nazaret                | Philippe Garçon   | Philippe Garcon |
| 2002        | El dragón de fuego (voz en off) | Roman Mahieu      | Gina Piccirilli |
| 2005 - 2006 | Bent                            | Martin Sherman    | Gina Piccirilli |
| 2015        | No te arrepentirás              | Carlos Zamarriego | Luis Barroso    |
| 2016 - 2017 | Milagro en casa de los López    | Miguel Mihura     | Manuel Gancedo  |
| 2018 - 2023 | Juguetes rotos                  | Carolina Román    | Carolina Román  |

### Cine
| Año  | Título            | Director        |
| ---- | ----------------- | --------------- |
| 2016 | Deus Ex Machina   | Fernando Osuna  |
| 2021 | La Villa del Seis | Gerard Bertomeu |
| 2023 | Desmadre incluido | Miguel Martí    |

### Cortometrajes
| Año  | Título                                  | Director         |
| ---- | --------------------------------------- | ---------------- |
| 2000 | Una mañana                              | Rafael Patiño    |
| 2001 | Hævn (venganza)                         | Daniel J. Franco |
| 2002 | Tiro de piedra                          | Darío Stegmayer  |
| 2003 | Memoria y muerte de una cortometrajista | Mercedes Gaspar  |
| 2003 | Sin remite                              | David Canovas    |
| 2004 | Eric                                    | Ángel Blasco     |
| 2009 | Lala                                    | Esteban Crespo   |
| 2011 | Dulce nana                              | Eneas Martínez   |
| 2015 | Conciencia                              | Marta Barrios    |
| 2018 | Cariño                                  | Ángel Gómez      |
| 2018 | Sin ti                                  | Allan J. Arcal   |
| 2018 | 13 años                                 | Fran Yélamos     |
| 2018 | La habitación blanca                    | Carlos Moriana   |
| 2019 | La Colleja                              | Sergio Morcillo  |
| 2019 | Dalia                                   | Carlos Mures     |
| 2021 | Cristiano                               | Adán Pichardo    |
| 2022 | Mariana                                 | Maria Caminal    |

## Premios
| Año  | Evento                                              | Categoría                          | Premiado por...   | Resultado                         |
| ---- | --------------------------------------------------- | ---------------------------------- | ----------------- | --------------------------------- |
| 2001 | Festival de Cortometrajes de El Entrego (Asturias)  | Mejor actor                        | Hævn (venganza)   | Ganador                           |
| 2006 | Premios de la Unión de Actores                      | Mejor actor protagonista de teatro | Bent              | Nominado                          |
| 2016 | Premio “Alcazaba” de Ávila                          | Mejor actor de comedia             | La que se avecina | Ganador                           |
| 2018 | Festival Internacional de Terror de Castilla y León | Mejor actor                        | Cariño            | Ganador                           |
| 2018 | Festival de Terror de Alicante                      | Mejor actor                        | Sin ti            | Nominado                          |
| 2018 | Premios Mim Series                                  | Mejor actor de comedia             | La que se avecina | Nominado                          |
| 2019 | Premios de la Unión de Actores                      | Mejor actor protagonista de teatro | Juguetes Rotos    | Ganador«29 Edición Premios 2019». |
| 2019 | XXII Premios Max                                    | Mejor actor                        | Juguetes Rotos    | Nominado                          |
| 2019 | Film Fest Palma de Mallorca                         | Mejor actor                        | Sin ti            | Ganador                           |
| 2019 | Festival de cine rural Villa de Saldaña             | Mejor actor                        | Cariño            | Nominado                          |
| 2019 | Festival de cine Vera                               | Mejor actor                        | Cariño            | Nominado                          |
| 2019 | Festival Cortometrajes Villamayor de Santiago       | Mejor actor                        | Cariño            | Nominado                          |
| 2019 | Indie Short Film Los Angeles                        | Mejor actor                        | Sin ti            | Ganador                           |
| 2019 | Certamen Audiovisual de Cabra                       | Mejor actor                        | Cariño            | Ganador                           |